# The Last Shadow Puppets
The Last Shadow Puppets és supergrup format el 2007 per Alex Turner d'Arctic Monkeys, Miles Kane de The Rascals i James Ford. El 2015 s'hi va unir Zach Dawes.

## Història

### 2007-2008:The Age of the Understatement
L'agost de 2007, la revista NME anuncià que el vocalista principal dels Arctic Monkeys, Alex Turner juntament amb Miles Kane, el vocalista de la recent banda The Rascals, gravarien un àlbum juntament amb James Ford com a productor i baterista. Turner i Kane es van fer amics durant el tour pel Regne Unit dels Arctic Monkeys (maig-juny del 2005) on l'antiga banda de Kane, The Little Frames, participà com a telonera. The Little Frames van acompanyar també els Arctic Monkeys en la gira de 2007, també al Regne Unit, on Turner i Kane van escriure algunes cançons junts per a un projecte en col·laboració. Aquesta col·laboració es va estendre fins a tal punt, que Kane participà tocant la guitarra a «505», cançó que tanca l'àlbum Favourite Worst Nightmare; i en els costats B del senzill «Fluorescent Adolescent», «The Bakery» i «Plastic Tramp». Kane també ha acompanyat els Arctic Monkeys en alguns dels seus concerts del 2007, incloent el mini-festival Lancashire County Cricket Club i la seva aparició al Glastonbury 2007.
Van començar les gravacions del seu àlbum a França a final d'agost de 2007. Va comptar amb nou material afegit entre agost i desembre. Al desembre es va unir el violinista Owen Pallett qui, juntament a la London Metropolitan Orchestra, s'encarregaria dels arranjaments de cordes. Durant la gravació, Turner i Kane van contractar els serveis per a produir un film on es presentaria tota la història del projecte.
El 20 de febrer de 2008, el duet revelà que adoptarien el nom de The Last Shadow Puppets i que el seu àlbum es titularia The Age of the Understatement amb data de sortida al 21 d'abril de 2008. El primer senzill «The Age of the Understatement» seria tret una setmana abans, el 14 d'abril, i inclouria una nova cançó titulada «Two Hearts in Two Weeks» acompanyada de versions de «Wondrous Place» de Billy Fury i «In the Heat of the Morning» de David Bowie, que Turner esmenta com un dels seus preferits. El duo ha dit que en aquesta producció s'inspiraren en Scott Walker i en les primeres etapes de Bowie.
La banda va donar un primer show el 4 de març de 2008 a Sound Records al barri de Brooklyn de Nova York i van tenir un segon concert al Lower East Side’s Cake Shop la nit posterior.
En entrevista donada a la revista NME publicada el 23 de març de 2008, va anunciar que el segon senzill de la banda seria «Standing Next To Me».

### 2015-2016:Everything You've Come to Expect
Després de 8 anys de silenci discogràfic el grup publicà el seu segon àlbum, Everything You've Come to Expect, el dia 1 d'abril del 2016 a través de Domino Records, revent opinions positives per part de la crítica especialitzada i arribant al número 1 de la UK Albums Chart.

## Membres
- Alex Turner: veu, guitarra, baix, percussió, teclats (2007-present)
- Miles Kane: veu, guitarra, baix, saxòfon (2007-present)
- James Ford: bateria, percussió, teclats (2007-present)
- Zach Dawes: baix, percussió, guitarra, teclats (2015-present)

## Discografia

### Discs
- The Age of the Understatement (21 d'abril de 2008)
- Everything You've Come to Expect (1 d'abril de 2016)

### EPs
- Standing Next to Me (2008)
- My Mistakes Were Made for You (2008)
- The Dream Synopsis (2016)

### Senzills
- «The Age of the Understatement» (14 d'abril de 2008)
- «Standing Next to Me» (7 de juliol de 2008)
- «My Mistakes Were Made for You» (2008)
- «Bad Habits» (2016)
- «Aviation »(2016)
- «Is This What You Wanted» (2016)
- «Les Cactus» (2016)